# Gedenkstätte für Dom Aleixo

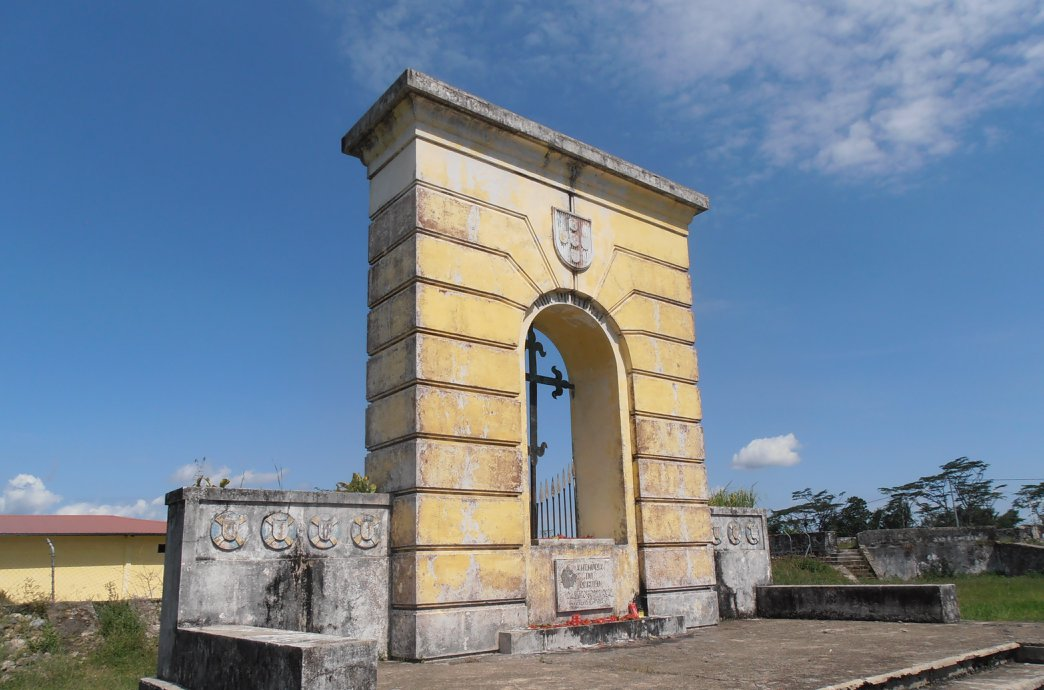
Die Gedenkstätte

Das Gedenkstätte für Dom Aleixo (portugiesisch Memorial do Dom Aleixo) im osttimoresischen Ainaro erinnert an Aleixo Corte-Real, Liurai von Soro, der in Portugiesisch-Timor zum Volkshelden stilisiert wurde.

## Historischer Hintergrund

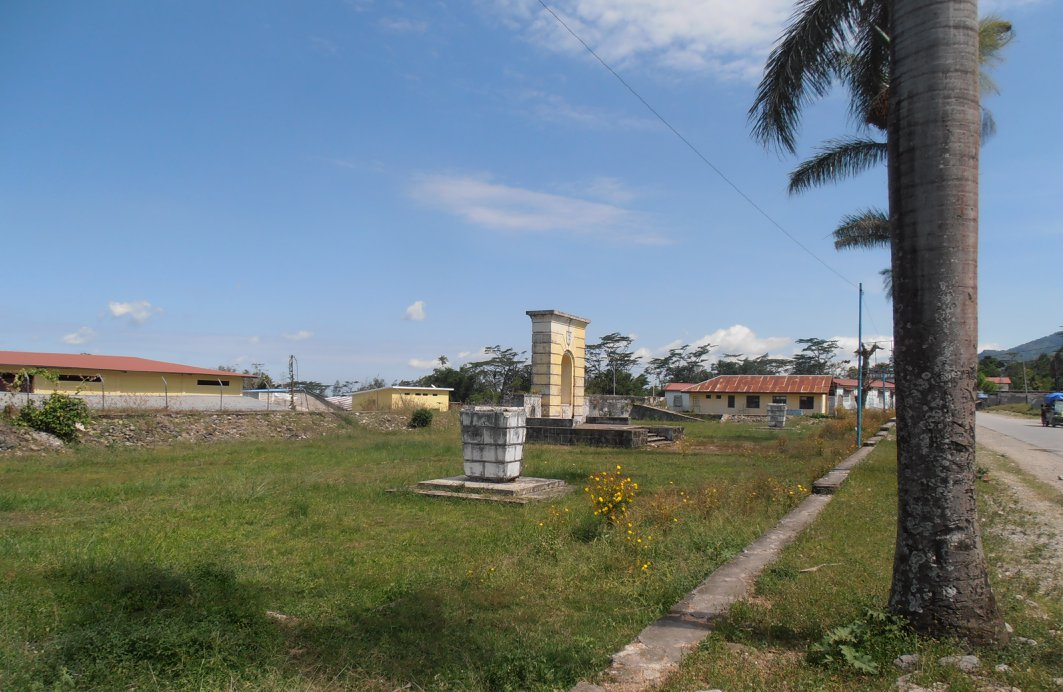
Im Vordergrund die Begräbnisstätte einer der beiden Geistlichen

Japan besetzte im Zweiten Weltkrieg 1942 die zum eigentlich neutralem Portugal gehörende Kolonie und lieferte sich mit australischen Guerillaeinheiten einen erbitterten Kampf. Die Australier wurden auch von einheimischen Portugiesen und Timoresen unterstützt. Auf Seiten der Japaner kämpften Timoresen, die als die Colunas Negras (die schwarzen Säulen) bezeichnet wurden und die Zivilbevölkerung bis zum Ende der japanischen Besatzung terrorisierten. Aleixo Corte-Real führte eine Revolte gegen die Japaner an. Schließlich wurde er 1943 von den Colunas Negras und regulären japanischen Truppen eingekesselt, und als ihm die Munition zu Ende ging, gefangen genommen. Aleixo und seine Familie wurden hingerichtet. Der Legende nach soll er sich geweigert haben die japanische Autorität anzuerkennen und die portugiesische Flagge, die er versteckte, nicht herausgeben wollte.

## Denkmal

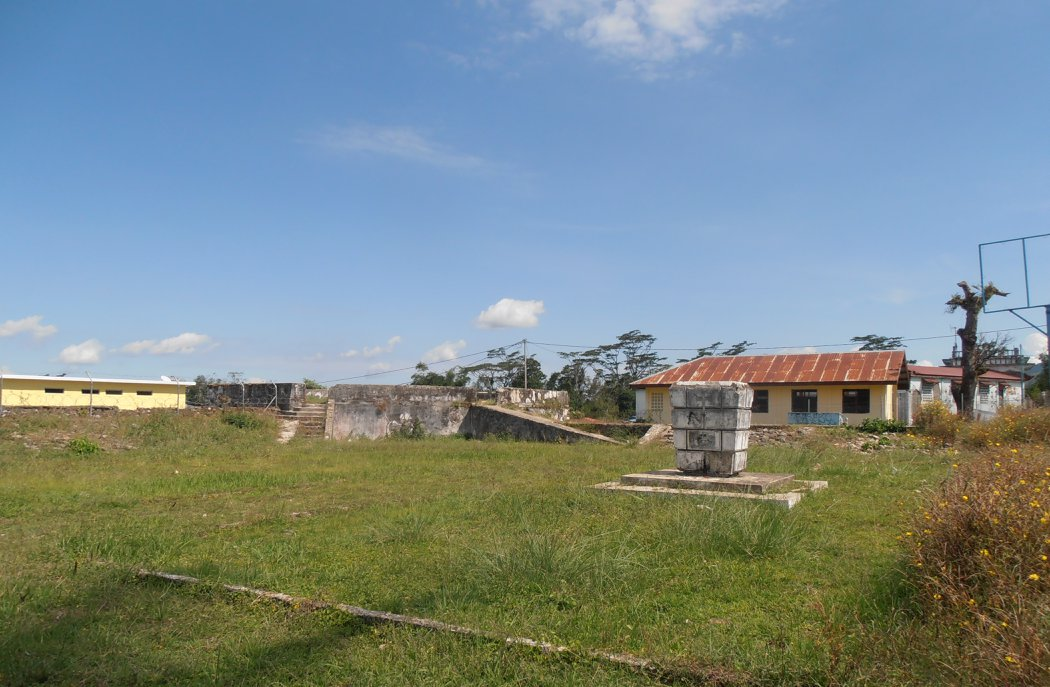
Das Grab des zweiten Geistlichen

Die Gedenkstätte befindet sich direkt neben den Ruinen der Residenz von Dom Aleixo in der Stadt Ainaro. Ihr Zentrum bildet ein Torbogen mit dem Wappen Portugals und der Aufschrift „Por Portugal“ (deutsch Für Portugal) über dem Tor und in dem Tor mit einem eisernen Kreuz. Beiderseits des Tores stehen ein paar Meter weiter zwei Steinsäulen, unter denen die sterblichen Überreste zweier im Oktober 1942 ebenfalls ermordeter Geistlicher ruhen.